# Søren Lerby
Søren Lerby (* 1. února 1958) je bývalý dánský fotbalista. Nastupoval především na postu záložníka.
S dánskou fotbalovou reprezentací získal bronzovou medaili na mistrovství Evropy roku 1984 a zúčastnil se i mistrovství světa 1986 a evropského šampionátu 1988. Celkem za národní tým odehrál 67 utkání, v nichž vstřelil 10 gólů.
S PSV Eindhoven vyhrál Pohár mistrů evropských zemí 1987/88. V ročníku 1979/80, tehdy v dresu Ajaxu Amsterdam, byl nejlepším střelcem této soutěže.
Sedmkrát se stal mistrem Nizozemska, pětkrát s Ajaxem (1976/77, 1978/79, 1979/80, 1981/82, 1982/83), dvakrát s PSV (1987/88, 1988/89). S Bayernem Mnichov se stal též dvojnásobným mistrem Německa (1984/85, 1985/86) a dvakrát získal i německý pohár (1983/84, 1985/86).
Po skončení hráčské kariéry se krátce pokoušel o trenérskou dráhu, v letech 1991–1992 vedl Bayern Mnichov.

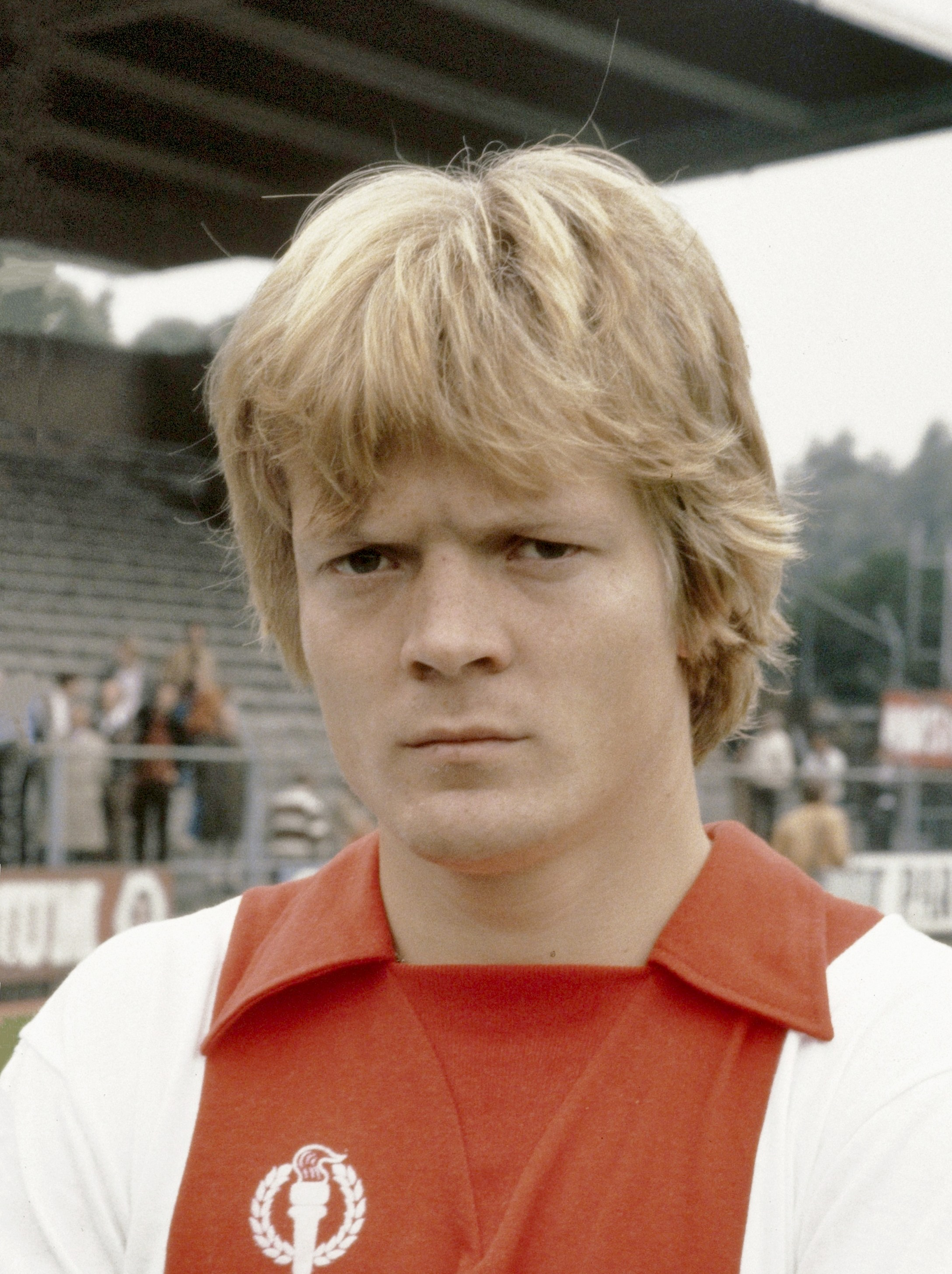
Søren Lerby